# Sabinas Hidalgo
Ciudad Sabinas Hidalgo is een stad in de Mexicaanse staat Nuevo León. De plaats heeft 30.998 inwoners (census 2005) en is de hoofdplaats van de gemeente Sabinas Hidalgo.